# سارمينتو دي خونين
سارمينتو دي خونين هو نادي كرة قدم أرجنتيني أٌسس عام 1911. يلعب النادي في دوري الدرجة الأولى الأرجنتيني.